# Galina Ataýewa
Galina Ataýewa (ur. 10 listopada 1971) – turkmeńska judoczka i zapaśniczka walcząca w stylu wolnym. Dwukrotna olimpijka w judo. Zajęła trzynaste miejsce w Sydney 2000 i piętnaste w Atlancie 1996. Walczyła w wadze ekstralekkiej. Brązowa medalistka mistrzostw Azji w zapasach 1999 roku. Trzecia na mistrzostwach Azji w judo w 1995 i 2000 roku.